# 穴恰里螺
穴恰里螺（学名：Kaliella spelaea）为拟阿勇蛞蝓科恰里螺属的动物，是中国的特有物种。分布于江苏、长江流域一带等地，生活环境为陆地，多栖息于潮湿多腐殖质的灌木丛、草丛中、落叶石块下以及石灰岩峭壁上。